# Knooppunt Coenplein
Het Knooppunt Coenplein is een Nederlands verkeersknooppunt voor de aansluiting van de autosnelwegen A5, A8 en A10 en ligt aan de noordwestkant van Amsterdam, aan beide kanten van de Coentunnel. Het is in 1990 opgeleverd als knooppunt tussen de A8 en de A10 in de vorm van een half sterknooppunt. Sinds de opening van de Westrandweg (A5) op 13 mei 2013 bestaat het knooppunt uit twee delen, gescheiden door de Coentunnels. Het strekt zich daardoor uit over een lengte van vier kilometer.
Hier begint de E35 die over het noordelijke en oostelijke deel van de A10 richting de A2 (knooppunt Amstel) gaat. Het westelijk deel tussen knooppunten De Nieuwe Meer en Coenplein is het begin van de E22. Op het Coenplein gaat de E22 verder over de A8.
De nummering van de hectometerpaaltjes op de A10 begint bij knooppunt knooppunt Coenplein en loopt vervolgens met de klok mee. De nummering van de kruisende stadsroutes daarentegen loopt tegen de klok in.

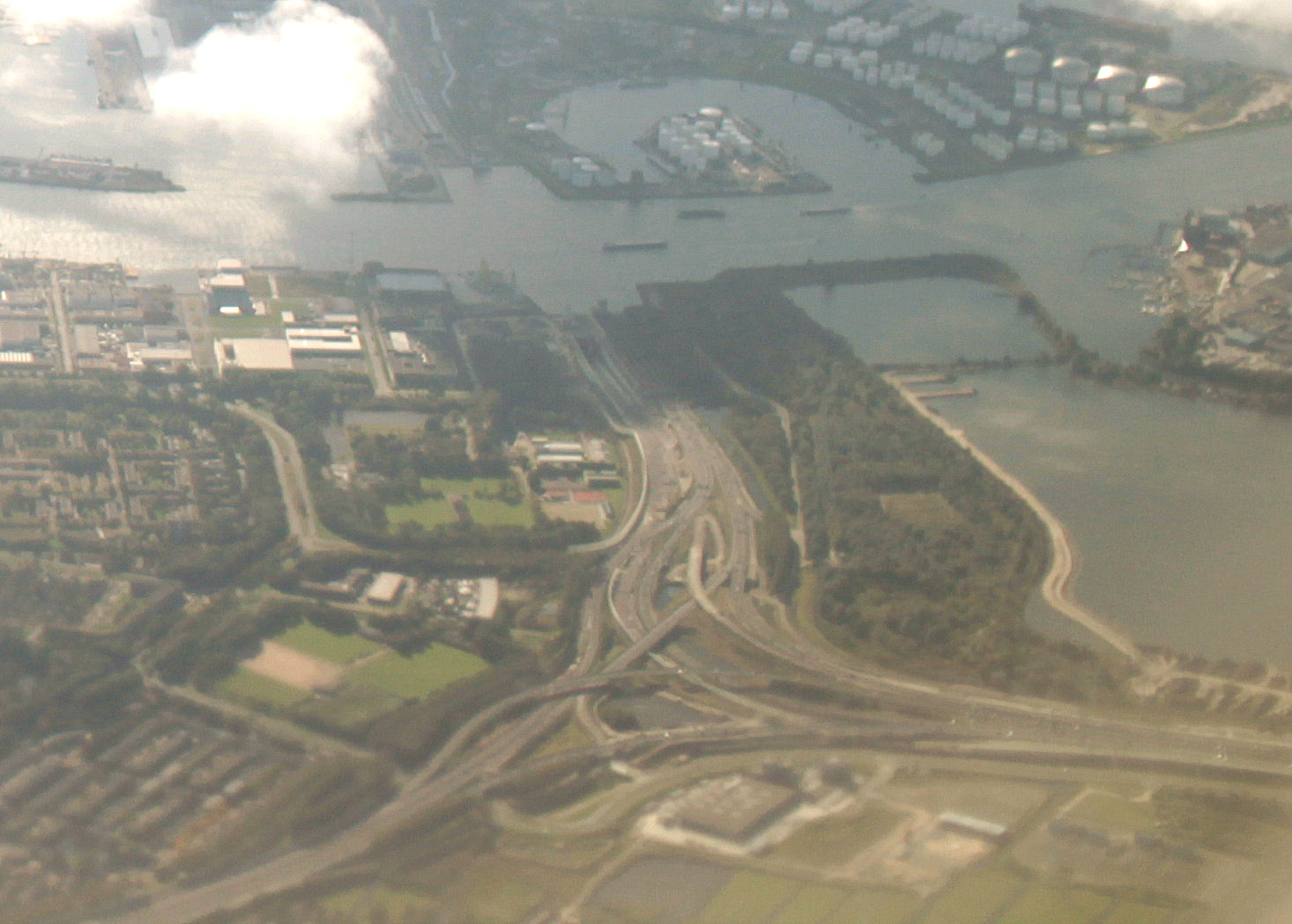
Het noordelijk deel van knooppunt Coenplein gezien naar het westen, voor de openstelling van de Tweede Coentunnel. oktober 2012

## Richtingen knooppunt
| Aansluitende wegen (noord)        | Aansluitende wegen (noord) | Aansluitende wegen (noord) | Aansluitende wegen (noord) | Aansluitende wegen (noord) |
| --------------------------------- | -------------------------- | -------------------------- | -------------------------- | -------------------------- |
| / Coentunnelweg richting Zaanstad |                            |                            |                            |                            |
|                                   |                            |                            |                            |                            |
|                                   | ringweg Amsterdam          |                            |                            |                            |
|                                   |                            |                            |                            |                            |
| Coenplein zuid Coentunnel         |                            |                            |                            |                            |

| Aansluitende wegen (zuid)     | Aansluitende wegen (zuid) | Aansluitende wegen (zuid) | Aansluitende wegen (zuid) | Aansluitende wegen (zuid)  |
| ----------------------------- | ------------------------- | ------------------------- | ------------------------- | -------------------------- |
|                               |                           |                           |                           | Coenplein noord Coentunnel |
|                               |                           |                           |                           |                            |
| richting Hoofddorp / Schiphol |                           |                           |                           |                            |
|                               |                           |                           |                           |                            |
|                               |                           | ringweg Amsterdam         |                           |                            |